# Fotografii bântuite
Fotografii bântuite este un film de groază regizat de Masayuki Ochiai[*] după un scenariu de Luke Dawson[*]. A fost produs în Statele Unite ale Americii de studiourile Regency Enterprises[*] și a avut premiera la 2008, fiind distribuit de 20th Century Fox. Coloana sonoră este compusă de Nathan Barr[*]. Cheltuielile de producție s-au ridicat la 8.000.000 $. Filmul a avut încasări de 48.000.000 $.

## Distribuție
Rolurile principale au fost interpretate de actorii:

Joshua Jackson
Rachael Taylor[*]
Adrienne Pickering[*]
Daisy Betts[*]
David Denman
James Kyson[*]
John Hensley[*]
Maya Hazen[*]
Megumi Okina[*]  .